# Chiesa della Natività della Vergine Maria (Raskil'dino)
La chiesa della Natività della Vergine Maria è una chiesa ortodossa che si trova a Raskil'dino, nella Repubblica autonoma della Ciuvascia, in Russia. È dipendente dall'eparchia di Čeboksary.